# Караваевское сельское поселение (Костромская область)
Карава́евское се́льское поселе́ние — муниципальное образование в Костромском районе Костромской области России.
Административный центр — посёлок Караваево.

## История
Караваевское сельское поселение образовано 30 декабря 2004 года в соответствии с Законом Костромской области № 237-ЗКО, установлены статус и границы муниципального образования.

## Население
| 2008  | 2010  | 2012  | 2013  | 2014  | 2015  | 2016  |
| ----- | ----- | ----- | ----- | ----- | ----- | ----- |
| 8350  | ↘7645 | ↗7751 | ↗7952 | ↗8150 | ↗8159 | ↗8341 |
| 2017  | 2018  | 2019  | 2020  | 2021  |       |       |
| ↘7851 | ↘7566 | ↗7624 | ↗7857 | ↘7007 |       |       |

## Состав сельского поселения
| № | Населённый пункт | Тип населённого пункта          | Население |
| - | ---------------- | ------------------------------- | --------- |
| 1 | Караваево        | посёлок, административный центр | ↘6857     |
| 2 | Лесной Бор       | кордон                          | →0        |
| 3 | Малое Андрейково | деревня                         | ↗33       |
| 4 | Поддубное        | деревня                         | ↗58       |
| 5 | Семёнково        | деревня                         | ↗28       |
| 6 | Тёткиш           | посёлок                         | →0        |

## Администрация сельского поселения
Администрация сельского поселения — исполнительно-распорядительный орган местного самоуправления сельского поселения, наделенный полномочиями по решению вопросов местного значения и полномочиями для осуществления отдельных государственных полномочий, переданных органам местного самоуправления федеральными законами и законами Костромской области. Администрацией сельского поселения руководит глава сельского поселения на принципах единоначалия.
Администрация сельского поселения подотчетна Совету депутатов сельского поселения.
Структура администрации сельского поселения утверждается Советом депутатов сельского поселения по представлению главы сельского поселения.
К компетенции администрации сельского поселения относятся:
1) обеспечение исполнения решений органов местного самоуправления поселения по реализации вопросов местного значения;
2) осуществление отдельных государственных полномочий, переданных органам местного самоуправления поселения федеральными законами и законами Костромской области;
3) разработка и утверждение схем размещения нестационарных торговых объектов;
4) иные полномочия, определенные федеральными законами и законами Костромской области, Уставом.
Адрес: Костромской район, п. Караваево, ул. Штеймана, дом 5
Глава Караваевского сельского поселения: Теребрина Ольга Евгеньевна